# Ostracophyto flavicaudalis
Ostracophyto flavicaudalis är en tvåvingeart som beskrevs av O'hara 2002. Ostracophyto flavicaudalis ingår i släktet Ostracophyto och familjen parasitflugor. Inga underarter finns listade i Catalogue of Life.